# سوزان ميتشيل (كاتبة أمريكية)
سوزان ميتشيل (بالإنجليزية: Susan Mitchell)‏ هي كاتِبة وشاعرة أمريكية، ولدت في 20 يناير 1944.